# Royaume du Sussex
477 ? – 825
Entités suivantes :
- Wessex

Le royaume du Sussex, ou royaume des Saxons du Sud, est l'un des royaumes établis par les Anglo-Saxons dans le sud de l'Angleterre au haut Moyen Âge, approximativement entre les années 477 et 825. Ses frontières correspondent approximativement à celles du territoire du peuple breton des Regnenses, ainsi qu'à celles du comté du Sussex ultérieur.
Faute de sources, l'histoire du Sussex est mal connue, mais il ne semble jamais avoir compté parmi les plus puissants des royaumes anglo-saxons. Son fondateur légendaire, Ælle, est considéré comme l'un des huit bretwaldas. Les Saxons du Sud comptent parmi les derniers Anglo-Saxons à s’être convertis au christianisme, à partir de la fin du VIIe siècle. Le Sussex passe sous la domination de la Mercie à l'époque d'Offa, au VIIIe siècle, puis sous celle du Wessex au début du IXe siècle.

## Histoire

### Origines
La Chronique anglo-saxonne, compilation annalistique produite au Wessex à la fin du IXe siècle, décrit la fondation du royaume de Sussex dans trois annales de la fin du Ve siècle. Elle rapporte qu'Ælle débarque avec ses trois fils en un endroit appelé Cymenes ora (Selsey Bill) en 477. Les Bretons sont vaincus et les survivants s'enfuient dans la forêt d'Andredeslea (le Weald). Une deuxième bataille se produit en 485 sur les rives d'un cours d'eau nommé Mearcredes burne, mais le vainqueur n'est pas mentionné. Enfin, en 491, Ælle et son fils Cissa s'emparent du fort d'Andredesceaster (Anderitum, l'actuelle Pevensey) et massacrent tous ses habitants bretons. D'après Bède le Vénérable, Ælle fut le premier à exercer l'imperium sur les autres rois de l'île de Bretagne, et il est mentionné comme le premier des huit bretwaldas dans la Chronique anglo-saxonne.
Ce récit traditionnel, qui n'apparaît dans les textes que plusieurs siècles après les faits, est remis en cause par l'archéologie, en particulier l'implantation des cimetières anglo-saxons. Elle suggère que l'arrivée de peuplades germaniques dans le Sussex prend place quelques décennies plus tôt et se concentre d'abord entre les fleuves Ouse et Cuckmere avant de s'étendre au reste de la région. La majorité de la population reste concentrée sur le littoral et dans les vallées des fleuves qui descendent du Weald, une région densément boisée qui coupe le Sussex du reste de l'Angleterre.

### Christianisation
Le Sussex ne réapparaît dans la Chronique anglo-saxonne qu'en 607, année qui voit le roi du Wessex Ceolwulf aux prises avec les Saxons du Sud.
Vers le début des années 680, l'évêque Wilfrid, chassé de Northumbrie par le roi Ecgfrith, se réfugie à la cour du roi du Sussex Æthelwalh. Ce dernier a été baptisé en Mercie à l'invitation du roi Wulfhere, qui lui offre à cette occasion l'île de Wight et la région des Meonware. Æthelwalh demande à Wilfrid de christianiser son peuple et lui cède un vaste domaine où il fonde l'abbaye de Selsey.
Le Sussex est envahi peu après par Cædwalla, prince du Wessex en exil, qui dévaste la région et tue Æthelwalh. Il est repoussé par deux ealdormen, Berthun et Andhun, qui prennent en main le gouvernement du royaume. Vers la même période, les Saxons du Sud apportent leur soutien à Eadric contre son oncle, le roi du Kent Hlothhere. Une deuxième invasion par Cædwalla se solde par la mort de Berhthun et la soumission du Sussex au Wessex. Le premier est rattaché au diocèse des évêques de Winchester.

### Entre Wessex et Mercie
Les rois ultérieurs du Sussex ne sont quasiment connus que par quelques chartes. Nothhelm, actif aux alentours de l'an 700, est apparenté au roi du Wessex Ine et pourrait avoir été placé sur le trône par lui ; ils affrontent ensemble les Bretons de Cornouailles en 710 d'après la Chronique anglo-saxonne. Vers la même période, un évêché indépendant est établi à Selsey pour les Saxons du Sud, ce qui pourrait refléter le regain d'une certaine indépendance vis-à-vis du Wessex.
En 771, le roi Offa de Mercie remporte une victoire sur les Hæstingas, peuple occupant la région de Hastings, dans le Sussex de l'Est. Il confirme les chartes de plusieurs rois des Saxons du Sud et, en 772, en émet même une en son nom propre, comme si le Sussex n'était qu'une simple province de son royaume. D'anciens rois apparaissent sur cette charte avec le titre de dux (ealdorman), signe de leur perte de pouvoir vis-à-vis d'Offa.
Le Sussex fait partie des régions du sud-est de l'Angleterre qui passent sous l'autorité du roi du Wessex Ecgberht à la suite de sa victoire à la bataille d'Ellendun, en 825. Il reste par la suite dans le giron de la maison de Wessex.

## Postérité

Armes imaginaires du Sussex.

En 1622, le cartographe John Speed propose, dans son atlas Theatrum Imperii Maganae Britanniae, des blasons pour chacun des sept royaumes de l'heptarchie anglo-saxonne ; celui qu'il attribue au Sussex se compose de six merlettes d'or sur fond azur. Ces armes sont bien entendu apocryphes : l'héraldique ne commença à se développer que plusieurs siècles après la disparition du royaume de Sussex. On ignore la date d'apparition exacte de la figure des six merlettes, encore employée aujourd'hui comme emblème par diverses administrations de la région ; il est possible qu'elles remontent au Moyen Âge.